# Sálvio Spínola Fagundes Filho
Sálvio Spínola Fagundes Filho, né à Urandi le 14 septembre 1968, est un arbitre brésilien de football. Il est aussi avocat et économiste. 
Débutant en 1992, il officie en première division brésilienne depuis 1999 et est arbitre international de 2005 à 2011.

## Carrière
Il a officié dans des compétitions majeures :
- Coupe du monde de football des moins de 17 ans 2007 (6 matchs)
- Copa América 2011 (3 matchs dont la finale)
- Coupe du Brésil de football 2011 (finale retour)